# UCI WorldTour de 2016

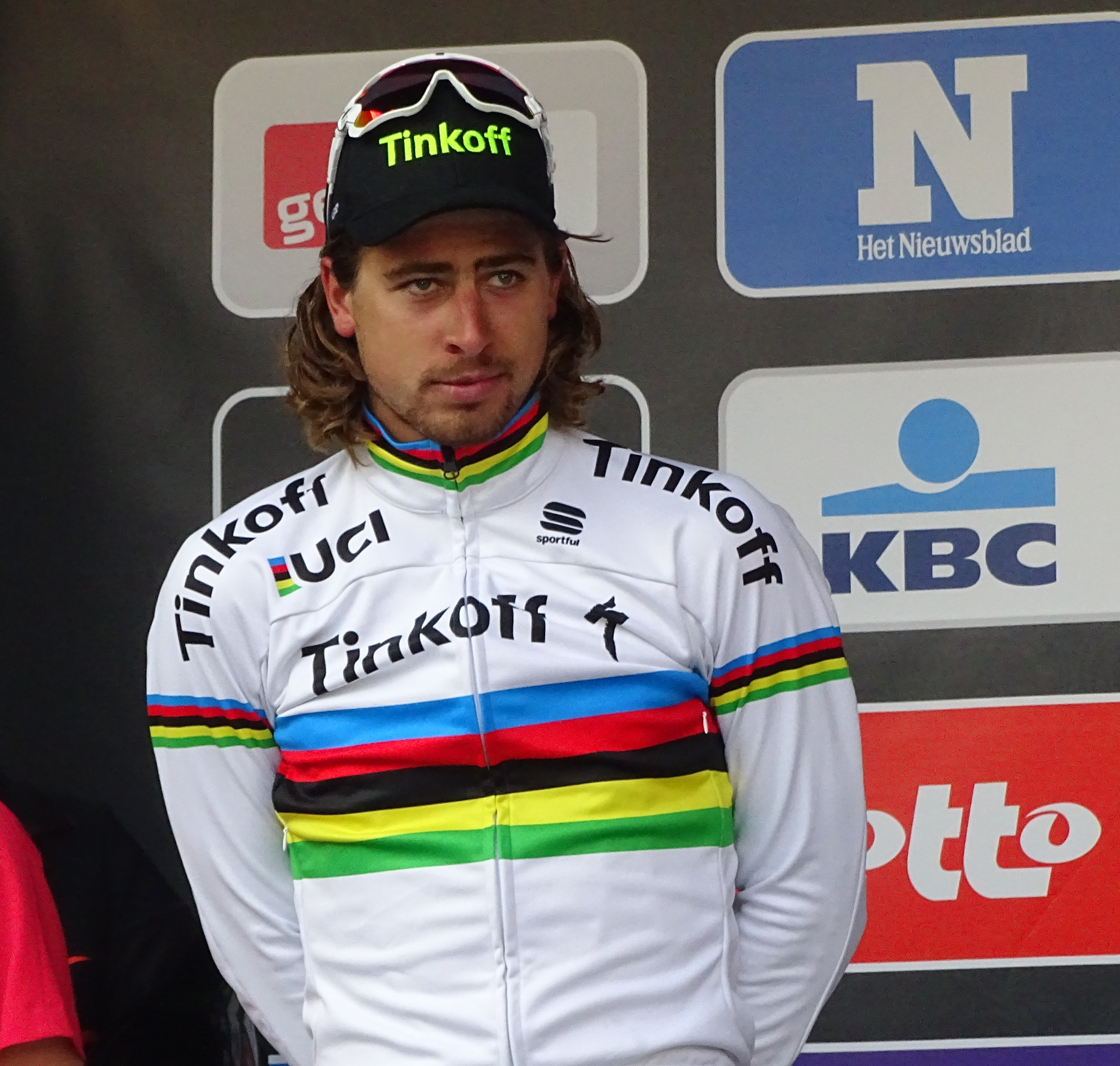
Peter Sagan

O UCI WorldTour 2016, é a sexta edição do máximo calendário ciclista a nível mundial.
O calendário tem 27 corridas, a mesma quantidade que a edição anterior e começou o 20 de janeiro com a disputa do Tour Down Under finalizando o 1 de outubro com o Giro de Lombardía. A novidade quanto ao mesmo é o translado de datas da Volta a Polónia e o Eneco Tour já que suas datas normais (mês de agosto) coincidem com os Jogos Olímpicos de Rio de Janeiro. A primeira adianta-se ao mês de julho enquanto a segunda atrasa-se a setembro.

## Equipas (18)
Ver UCI ProTeam
Para a temporada 2016 serão 18 as equipas que compitam neste circuito, um mais que a temporada passada; como a equipa sul-africana MTN-Qhubeka dará o salto desde a categoria profissional continental e que a partir de 2016 chamar-se-á Dimension Data.
| CódigoUCI | Equipa             |
| --------- | ------------------ |
| ALM       | AG2R La Mondiale   |
| AST       | Astana Pro Team    |
| BMC       | BMC Racing Team    |
| CPT       | Cannondale-Drapac  |
| DDD       | Dimension Data     |
| EQS       | Etixx-Quick Step   |
| FDJ       | FDJ                |
| IAM       | IAM Cycling        |
| LAM       | Lampre-Merida      |
| LTS       | Lotto-Soudal       |
| MOV       | Movistar Team      |
| OGE       | Orica GreenEDGE    |
| TGA       | Team Giant-Alpecin |
| KAT       | Team Katusha       |
| TLJ       | Team LottoNL-Jumbo |
| SKY       | Team Sky           |
| TNK       | Tinkoff            |
| TFS       | Trek-Segafredo     |

## Classificações
Estas são as classificações provisórias depois de se disputar o Tour de France 2016:

### Classificação individual
| Posição | Corredor           | Equipa           | Pontos |
| ------- | ------------------ | ---------------- | ------ |
| 1.º     | Peter Sagan        | Tinkoff          | 445    |
| 2.º     | Nairo Quintana     | Movistar         | 407    |
| 3.º     | Chris Froome       | Sky              | 396    |
| 4.º     | Richie Porte       | BMC Racing       | 394    |
| 5.º     | Alberto Contador   | Tinkoff          | 337    |
| 6.º     | Romain Bardet      | Ag2r A Mondiale  | 314    |
| 7.º     | Alejandro Valverde | Movistar         | 307    |
| 8.º     | Daniel Martin      | Etixx-Quick Step | 280    |
| 9.º     | Vincenzo Nibali    | Astana           | 241    |
| 10.º    | Íon Izagirre       | Movistar         | 240    |

| 11.º | Ilnur Zakarin     | Team Katusha    | 239 |
| 12.º | Sergio Luis Henao | Sky             | 234 |
| 13.º | Thibaut Pinot     | FDJ             | 206 |
| 14.º | Sep Vanmarcke     | LottoNL-Jumbo   | 201 |
| 15.º | Rui Costa         | Lampre-Merida   | 194 |
| 16.º | Greg Vão Avermaet | BMC Racing      | 189 |
| 17.º | Fabian Cancellara | Trek-Segafredo  | 176 |
| 18.º | Joaquim Rodríguez | Team Katusha    | 171 |
| 19.º | Arnaud Démare     | FDJ             | 153 |
| 20.º | Esteban Chaves    | Orica GreenEDGE | 150 |

### Classificação por países
A classificação por países calcula-se somando os pontos dos cinco melhores corredores da cada país. Os países com o mesmo número de pontos classificam-se de acordo a seu corredor melhor classificado.
| Posição | País        | Pontos | Top 5 corredores                                                               |
| ------- | ----------- | ------ | ------------------------------------------------------------------------------ |
| 1.º     | Espanha     | 1185   | Contador (337), Valverde (307), Izagirre (240), Rodríguez (171), Sánchez (130) |
| 2.º     | Colômbia    | 1015   | Quintana (407), Henao (234), Chaves (150), Pântano (115), López (109)          |
| 3.º     | França      | 941    | Bardet (314), Pinot (206), Démare (153), Alaphilippe (144), Barguil (124)      |
| 4.º     | Reino Unido | 873    | Froome (396), Yates (144), Thomas (121), Stannard (120), Swift (92)            |
| 5.º     | Austrália   | 759    | Porte (394), Gerrans (119), Hayman (100), Haussler (74), McCarthy (72)         |

### Classificação por equipas
Esta classificação calcula-se somando os pontos dos cinco melhores corredores da cada equipa. Se obtêm-se pontos no Campeonato Mundial Contrarreloj por Equipas, contam-se para a classificação, sempre que esses pontos estejam entre os 5 melhores pontuações da escuadra. As equipas com o mesmo número de pontos classificam-se de acordo a seu corredor melhor classificado.
| Posição | Equipa           | Pontos | Top 5 corredores                                                                 |
| ------- | ---------------- | ------ | -------------------------------------------------------------------------------- |
| 1.º     | Movistar         | 1102   | Quintana (407), Valverde (307), Izagirre (240), Fernández (80), Amador (68)      |
| 2.º     | Tinkoff          | 1046   | Sagan (445), Contador (337), Majka (110), Kreuziger (86), McCarthy (68)          |
| 3.º     | Sky              | 1019   | Froome (396), Henao (234), Poels (148), Thomas (121), Stannard (120)             |
| 4.º     | BMC Racing       | 881    | Porte (394), Vão Avermaet (189), Sánchez (130), vão Garderen (104), Atapuma (64) |
| 5.º     | Etixx-Quick Step | 734    | Martin (280), Jungels (149), Alaphilippe (144), Kittel (81), Boonen (80)         |

## Progresso das classificações
| Carreira(Vencedor)                    | Classificação individual | Classificação por equipas | Classificação por países |
| ------------------------------------- | ------------------------ | ------------------------- | ------------------------ |
| Tour Down Under(Simon Gerrans)        | Simon Gerrans            | Orica GreenEDGE           | Austrália                |
| Paris-Niza(Geraint Thomas)            | Richie Porte             | Sky                       | Austrália                |
| Tirreno-Adriático(Greg Vão Avermaet)  | Richie Porte             | BMC Racing                | Austrália                |
| Milão-San Remo(Arnaud Démare)         | Richie Porte             | Sky                       | Austrália                |
| E3 Harelbeke(Michał Kwiatkowski)      | Richie Porte             | Sky                       | Austrália                |
| Volta a Cataluña(Nairo Quintana)      | Richie Porte             | Sky                       | Austrália                |
| Gante-Wevelgem(Peter Sagan)           | Peter Sagan              | Tinkoff                   | Austrália                |
| Tour de Flandes(Peter Sagan)          | Peter Sagan              | Tinkoff                   | Austrália                |
| Volta ao País Basco(Alberto Contador) | Peter Sagan              | Tinkoff                   | Espanha                  |
| Paris-Roubaix(Matthew Hayman)         | Peter Sagan              | Tinkoff                   | Austrália                |
| Amstel Gold Race(Enrico Gasparotto)   | Peter Sagan              | Tinkoff                   | Austrália                |
| Seta Valona(Alejandro Valverde)       | Peter Sagan              | Tinkoff                   | Austrália                |
| Lieja-Bastoña-Lieja(Wout Poels)       | Peter Sagan              | Tinkoff                   | Espanha                  |
| Tour de Romandía(Nairo Quintana)      | Peter Sagan              | Tinkoff                   | Espanha                  |
| Giro de Itália(Vincenzo Nibali)       | Peter Sagan              | Tinkoff                   | Espanha                  |
| Critérium do Dauphiné(Chris Froome)   | Alberto Contador         | Tinkoff                   | Espanha                  |
| Voltada a Suíça(Miguel Ángel López)   | Peter Sagan              | Tinkoff                   | Espanha                  |
| Voltada a Polónia(Tim Wellens)        | Peter Sagan              | Tinkoff                   | Espanha                  |
| Tour de #o França(Chris Froome)       | Peter Sagan              | Movistar Team             | Espanha                  |
| Clássica de San Sebastián()           |                          |                           |                          |
| Vattenfall Cyclassics()               |                          |                           |                          |
| Grande Prêmio de Plouay()             |                          |                           |                          |
| Grande Prêmio de Quebec()             |                          |                           |                          |
| Voltada a Espanha()                   |                          |                           |                          |
| Grande Prêmio de Montreal()           |                          |                           |                          |
| Eneco Tour()                          |                          |                           |                          |
| Giro de Lombardía()                   |                          |                           |                          |
| Final                                 |                          |                           |                          |

## Vitórias no WorldTour

### Vitórias por corredor
- Notas: Em amarelo corredores de equipas Profissionais Continentais (não somaram pontuação).

| Posição         | Ciclista                   | Equipa   | Etapa | Clássica | General | Total |
| --------------- | -------------------------- | -------- | ----- | -------- | ------- | ----- |
| 1.º             | Peter Sagan                | Tinkoff  | 5     | 2        | -       | 7     |
| 2.º             | Christopher Froome         | Sky Team | 4     | -        | 2       | 6     |
| 3.º             |                            |          |       |          |         |       |
| Nascer Bouhanni | Cofidis, Solutions Crédits | 4        | -     | -        | 4       |       |
| Tim Wellens     | Lotto-Soudal               | 3        | -     | 1        | 4       |       |
| Mark Cavendish  | Dimension Data             | 4        | -     | -        | 4       |       |
| Marcel Kittel   | Etixx-Quick Step           | 4        | -     | -        | 4       |       |
| André Greipel   | Lotto-Soudal               | 4        | -     | -        | 4       |       |
| Steve Cummings  | Dimension Data             | 4        | -     | -        | 4       |       |

### Vitórias por equipa
- Notas: Em amarelo equipas Profissionais Continentais.

| Posição | Equipa           | Vitórias |
| ------- | ---------------- | -------- |
| 1.º     | Etixx-Quick Step | 13       |
| 2.º     | Team Sky         | 12       |
| 3.º     | Orica GreenEDGE  | 11       |
| 3.º     | Tinkoff          | 11       |
| 5.º     | Lotto-Soudal     | 10       |
| 5.º     | Movistar Team    | 10       |

### Vitórias por países
- Incluem-se as vitórias em contrarreloj por equipas.

| Posição | Equipa                   | Vitórias |
| ------- | ------------------------ | -------- |
| 1.º     | Reino Unido Grã-Bretanha | 16       |
| 2.º     | Espanha                  | 13       |
| 3.º     | Itália                   | 13       |

## Ligaçóes externas
- Site oficial
- UCI Worldtour 2015 (procyclingstats.com)